# Tapinoma luteum
Tapinoma luteum é uma espécie de formiga do gênero Tapinoma.